# Кладбища Санкт-Петербурга
В Санкт-Петербурге по состоянию на II квартал 2008 года существует 85 кладбищ, 13 из которых являются историческими, а на охрану поставлено всего 1100 объектов.
Городские власти проводят политику привлечения крупных государственных и общественных организаций к уходу за захоронениями известных людей.

## Мемориальные и воинские кладбища
- Балканское воинское кладбище (г. Колпино, Загородная ул.);
- Воинское захоронение «Красненькое кладбище» (пр. Стачек, 100);
- Воинское захоронение «Южное» (Краснопутиловская ул., 44);
- Воинское захоронение «Дачное» (пр. Народного Ополчения, 143—145);
- Воинское кладбище (4-й км Петербургского шоссе);
- Воинское кладбище (Шушары, 703-й км Московского шоссе);
- Воинское кладбище «Дом лесника» (дорога в Каменку, 37)[2];
- Воинское кладбище в Кондакопшине (Пушкинский район, Кондакопшино);
- Воинское кладбище в Московской Славянке (пос. Шушары, Московская Славянка, Колпинское шоссе);
- Воинское кладбище в посёлке Металлострое (пос. Металлострой, Петрозаводское шоссе);
- Воинское кладбище в посёлке Понтонном (пос. Понтонный, ул. Судостроителей);
- Городское Русское кладбище (г. Кронштадт, Кронштадтское шоссе, 31);
- Колпинское воинское кладбище (г. Колпино, ул. Веры Слуцкой);
- Корчминское воинское кладбище (пос. Понтонный, Корчмино);
- Левашовское мемориальное кладбище (пос. Левашово, Горское шоссе, 143);
- Мемориальное кладбище «Остров Декабристов» (пр. КИМа, 2А);
- Невское воинское кладбище (Дальневосточный пр., 93) [3];
- Кладбище Памяти жертв 9-го января (пр. 9-го Января, 4);
- Пискарёвское мемориальное кладбище (пр. Непокорённых, 72);

- Троицкое воинское кладбище или также известное как Свято-Троицкое кладбище. Второе название также используется кладбищем в Ломоносове➤.(Петергоф, Ораниенбаумский спуск);
- Чесменское кладбище (ул. Ленсовета, 12—2) [4];
- Пулковское воинское кладбище (Санкт-Петербург, Пулковское шоссе, д. 61, корп. 2) [5];
- Воинское кладбище «Аллея Гордовцев» (г. Ломоносов, Краснофлотское шоссе, 16);
- Воинское кладбище «Высота Меридиан» (Санкт-Петербург, Пулковское шоссе, д. 61, корп. 3) [6];
- Воинское кладбище «Аэропорт» (Санкт-Петербург, Штурманская ул., 32) [7];
- Воинское кладбище «Каменка» (Санкт-Петербург, Большая Каменка, д. 1, корп. 3) [8];
- Воинское кладбище «Лесотехническая академия» (Институтский пер., д. 5, корп. 15);
- Воинское кладбище «Осиновая Роща» (Санкт-Петербург, Песочное шоссе, д. 35) [9];
- Воинское кладбище «Сосновка» (Санкт-Петербург, ул. Жака Дюкло, 40) [10];
- Володарское воинское кладбище (Санкт-Петербург,Сергиево) [11];
- Братское кладбище лётчиков Балтийского флота в Мурино (г. Мурино, Кооперативная ул.)[12];

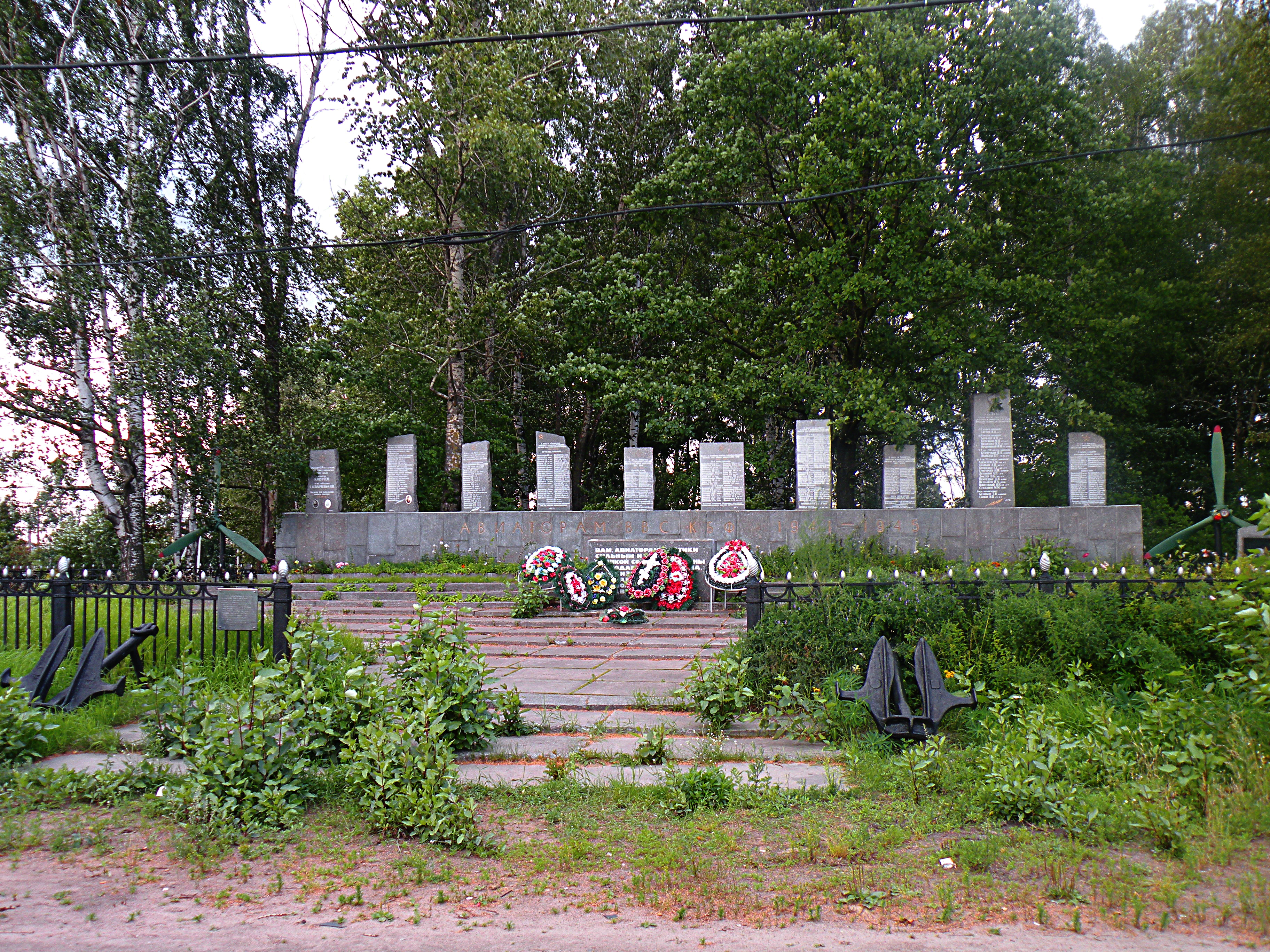
Мурино. Братское кладбище лётчиков Балтийского флота

- Мемориал «Приморский» (г. Петергоф, развилка дорог Гостилицы — Ломоносов);
- Мемориал «Скорбящая» (г. Павловск, Детскосельская ул.);
- Сестрорецкое мемориальное кладбище (г. Сестрорецк, 37-й км Приморского шоссе) [13];
- Усть-Ижорское воинское кладбище (пос. Усть-Ижора, Шлиссельбургское шоссе);
- Воинское захоронение «Лигово» [14]; Мемориал в Лигове СПб

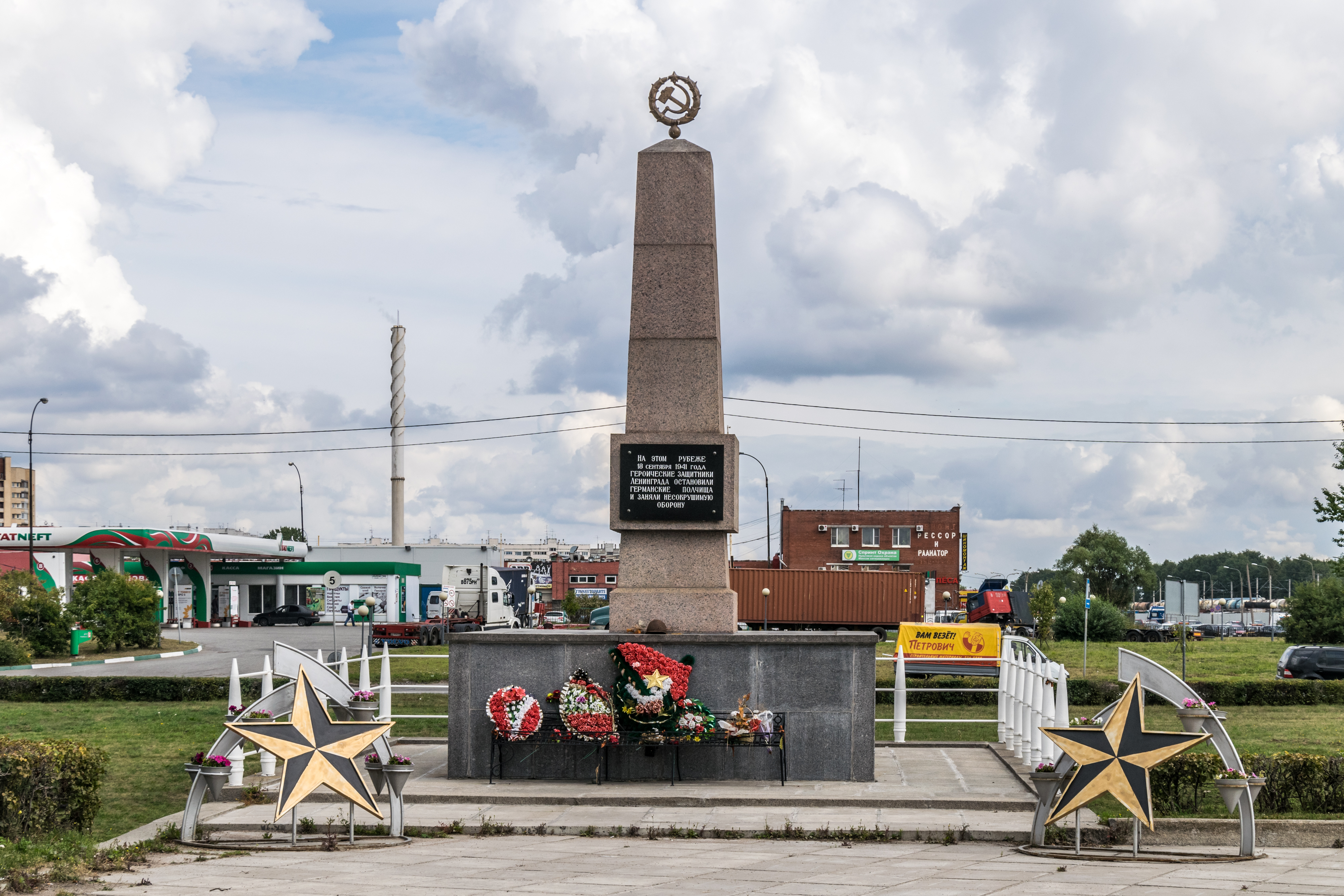
Мемориал в Лигове СПб

- Братская могила советских воинов (Санкт-Петербург) (пос. Урицк, Лигово) [15];
- Два захоронения на территории Полежаевского парка

1. Памятный знак и братская могила[16]
2. Братская могила воинов и детей[17];

Во время блокады захоронения производились и на месте Московского парка Победы.

## Православные кладбища

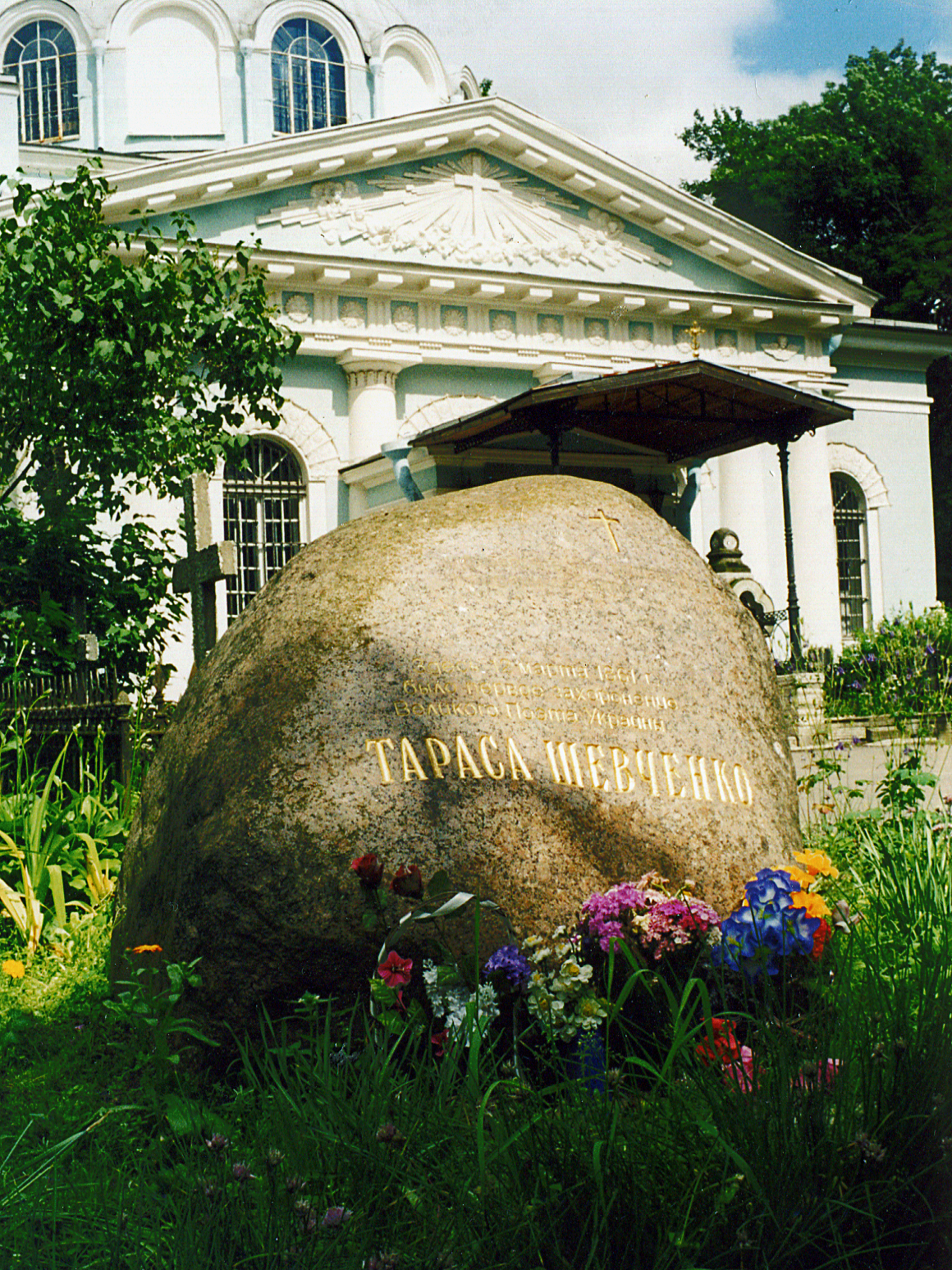
Место первоначального захоронения Т. Г. Шевченко на Смоленском кладбище

- Александровское кладбище (Пушкинский район, пос. Александровская, Волхонское шоссе);
- Богословское кладбище (Лабораторный пр., 4А);
- Большеохтинское кладбище (пр. Металлистов, 5);
- Волковское православное кладбище (Расстанный проезд, 7А);
- Некрополь «Литераторские мостки»;
- Гореловское кладбище (пос. Горелово, ул. Коммунаров, 176);
- Горское кладбище (г. Сестрорецк, Большая Горская ул., 82);
- Зеленогорское кладбище (г. Зеленогорск, пр. Ленина, 89А);
- Иликовское кладбище (г. Ломоносов, Иликовский пр., 1);
- Казанское кладбище (Караваевская ул., 16);
- Казанское кладбище (Пушкин) (г. Пушкин, Гусарская ул., 1);
- Киновеевское кладбище (Октябрьская наб., 16А);
- Ковалёвское кладбище (Ленинградская область, Всеволожский район, ж/д платформа Ковалёво);
- Колпинское кладбище (г. Колпино, Колпинская ул.);
- Комаровское кладбище (пос. Комарово, Озёрная ул., 52А);
- Красненькое кладбище (пр. Стачек, 98);
- Красносельское кладбище (г. Красное Село, пр. Ленина, 84—2);
- Кузьминское кладбище (Пушкин) (г. Пушкин, Петербургское шоссе, 41);
- Лахтинское кладбище (ул. Красных Партизан, 6);
- Мартышкинское кладбище (г. Ломоносов, Конно-Гренадерская ул., 5);
- Московская Славянка (Пушкинский район, пос. Шушары, Московская Славянка, Московское шоссе);
- Ново-Волковское кладбище (ул. Салова, 80);
- Новое городское кладбище (г. Петергоф, Бабигонское шоссе, 5);
- Павловское кладбище (г. Павловск, Артиллерийская ул., 10);
- Озерковское кладбище (дер. Озерки, Мурманское ш., 28-й км);
- Песочинское кладбище (пос. Песочный, Краснофлотская ул., 1А);
- Петро-Славянка (пос. Петро-Славянка, ул. Коммунаров);
- Покровское кладбище (Пушкинский район, пос. Динамо);
- Пороховское кладбище (Рябовское шоссе, 79);
- Кладбище Пулковской обсерватории;
- Репинское кладбище (пос. Репино, Большой пр., 64А);

- Свято-Троицкое кладбище Не путать с Троицким воинским кладбищем,что также использует это название➤. (г. Ломоносов, Оранжерейная ул., 10);
- Северное кладбище (бывшее Успенское) (пос. 3-е Парголово);
- Серафимовское кладбище (Серебряков пер., 1А);
- Сергиевское кладбище (пос. Стрельна);
- Сестрорецкое кладбище (г. Сестрорецк, ул. Володарского, 64А);
- Смоленское православное кладбище (Камская ул., 26);
- Кладбище Старо-Паново (Красная ул., 34);
- Стрельнинское кладбище (пос. Стрельна, Санкт-Петербургское шоссе);
- Тарховское кладбище (г. Сестрорецк, Советский пр., у дома 46);
- Усть-Ижорское кладбище (пос. Усть-Ижора, Верхняя Ижорская ул.);
- Шуваловское кладбище (Выборгское шоссе, 106А);
- Шуваловское кладбище (г. Петергоф, ул. Макарова);
- Шушарское кладбище (пос. Шушары);
- Южное кладбище (Волхонское шоссе, 1);

### КладбищаАлександро-Невской лавры
- Казачье кладбище Александро-Невской лавры (наб. Монастырки, 1В);
- Лазаревское кладбище (Некрополь XVIII века);
- Никольское кладбище (наб. Монастырки, 1А);
- Тихвинское кладбище (Некрополь мастеров искусств).

Примечание: Кладбища Александро-Невской лавры (кроме Казачьего), а также Литераторские мостки на Волковском кладбище входят в состав Государственного музея городской скульптуры (основан в 1932 году).

### КладбищаНоводевичьего монастыря
- Новодевичье кладбище

## Старообрядческие кладбища
- Громовское кладбище (в районе Ташкентской ул., 6);
- Малоохтинское старообрядческое кладбище (пр. Шаумяна, 24) Архивная копия от 7 декабря 2006 на Wayback Machine;

## Магометанские кладбища
- Магометанское кладбище (Волковский проезд, ~79)
- Городское Русское кладбище (г. Кронштадт, Кронштадтское шоссе, 31);

## Армяно-григорианские кладбища
- Смоленское армянское кладбище (наб. р. Смоленки, 29)

## Лютеранские кладбища
- Волковское лютеранское кладбище (наб. реки Волковки, 1);

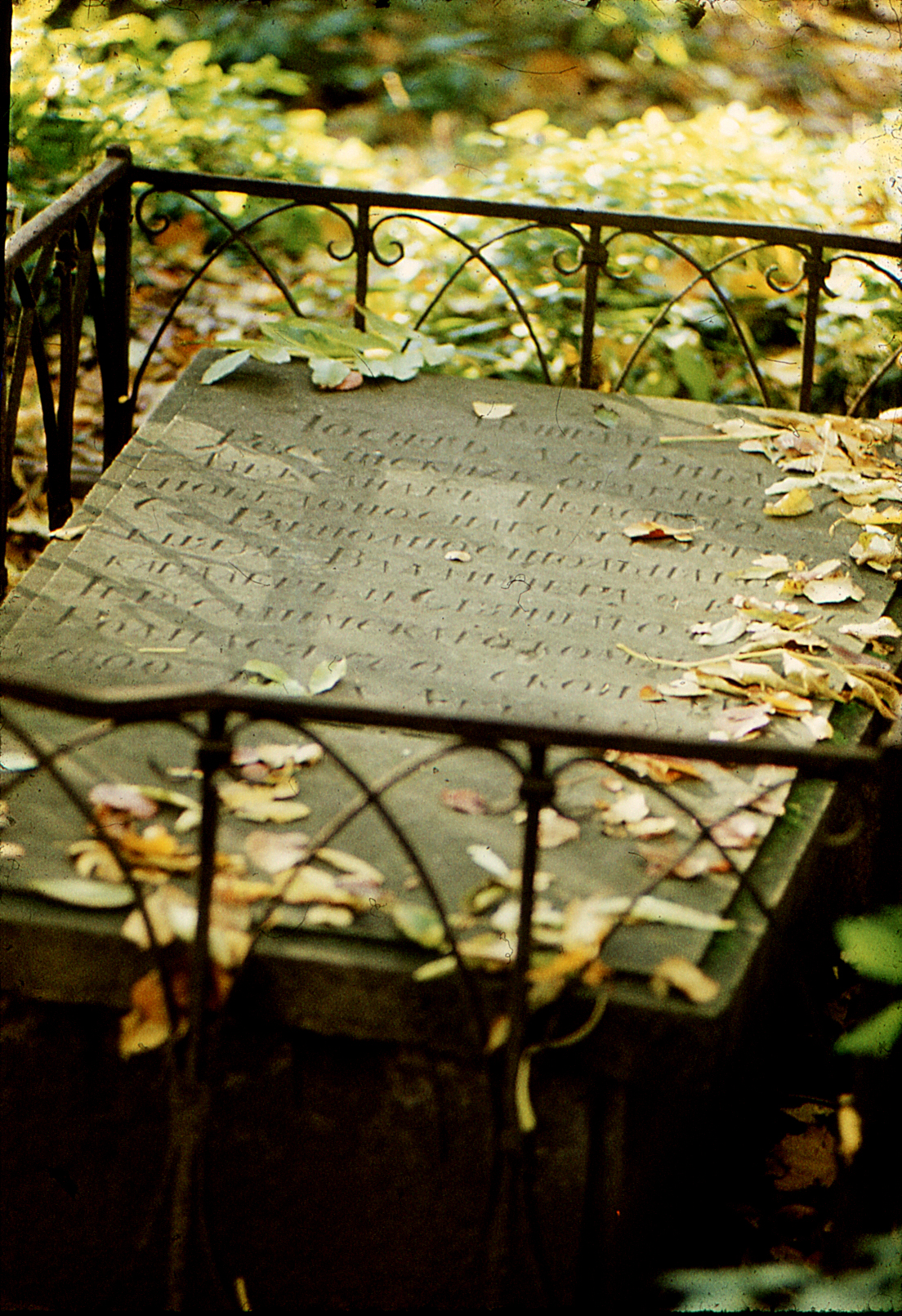
Могила основателя Одессы
И. М. Де Рибаса (1749—1800)

- Кронштадтское лютеранское кладбище (г. Кронштадт, Цитадельская дорога);
- Смоленское лютеранское кладбище (наб. р. Смоленки, 27).

## Еврейские кладбища
- Новое еврейское кладбище (ул. Самойловой, 5);
- Преображенское еврейское кладбище (пр. Александровской Фермы, 66А);
- Колумбарий крематория и Поле памяти (Шафировский пр., 12А);
- Старинное еврейское кладбище (Санкт-Петербург, Сестрорецк)[19].

## Утраченные кладбища

### Православные
- Благовещенское кладбище (на Васильевском острове);
- Благовещенское кладбище (в Старой Деревне);
- Богословское кладбище (первое) Сухопутного госпиталя;
- Вознесенское кладбище в Переведенских слободах;
- Егоровское кладбище (Новоспасское-?) в Лигово;
- Калинкинское кладбище;
- Карповское кладбище;
- Кладбище Галерной Гавани;
- Кладбище Посадской слободы;
- Колтовское кладбище;
- Крестовоздвиженское Ямское кладбище;
- Малоохтинское православное кладбище;
- Матвеевское кладбище;
- Митрофаниевское кладбище;
- Невское кладбище;
- Покровское кладбище (в Рыбацком);
- Сампсониевское кладбище (в Выборгском районе возле Сампсониевского собора);
- Спасо-Бочаринское кладбище;
- Троице-Сергиевское кладбище;
- Троицкое кладбище (на Охте);
- Успенское кладбище (на Троицком поле);
- Фарфоровское кладбище;
- Чесменское кладбище (ул. Гастелло, д. 6).

### Иные
- Выборгское римско-католическое кладбище;
- Митрофаньевское лютеранское кладбище (финское);
- Сампсониевское иноверческое кладбище;
- Старое еврейское кладбище (наб. реки Волковки, 1);
- Тентелевское кладбище.

## Планы некоторых кладбищ

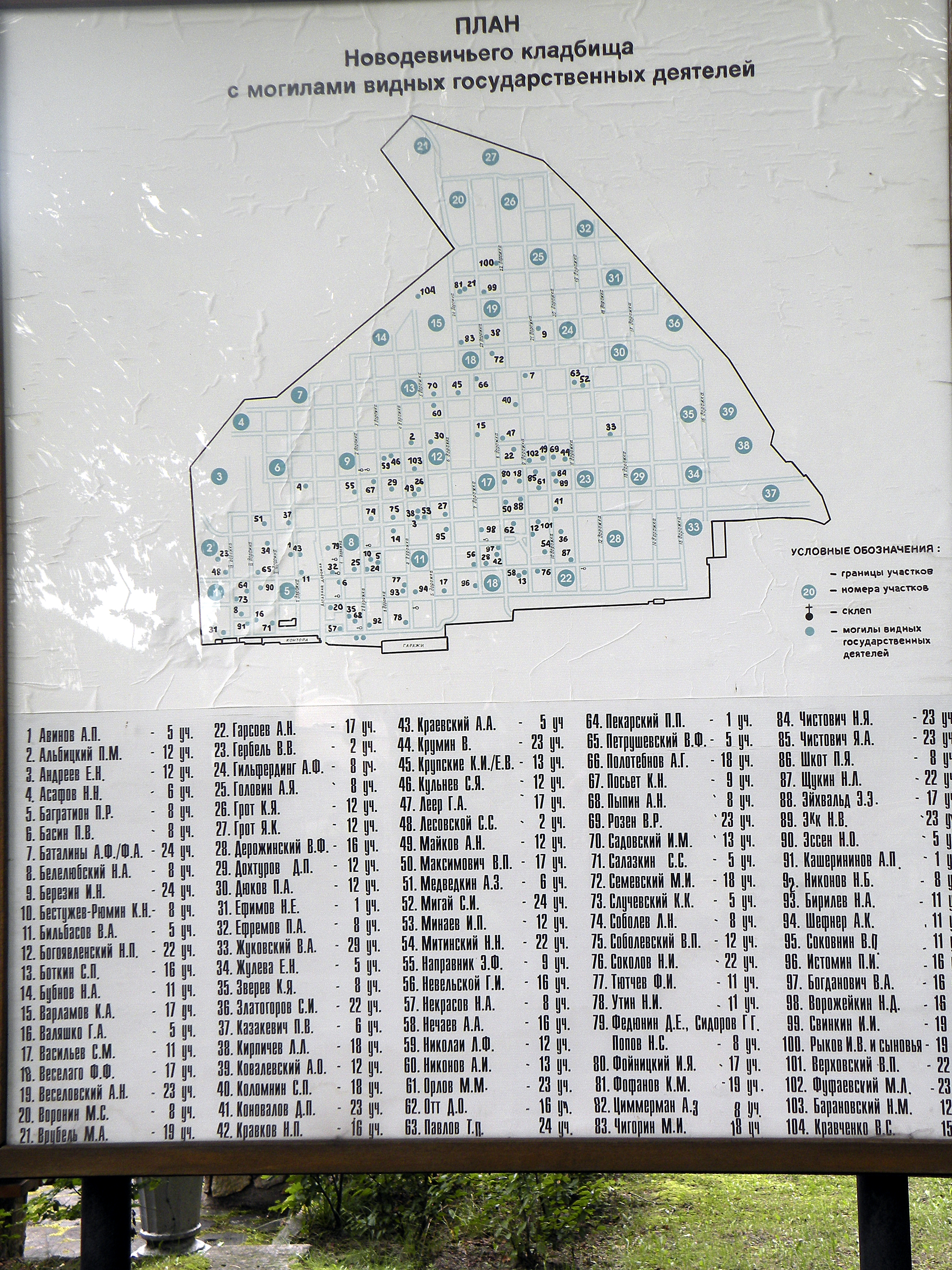
План Новодевичьего кладбища
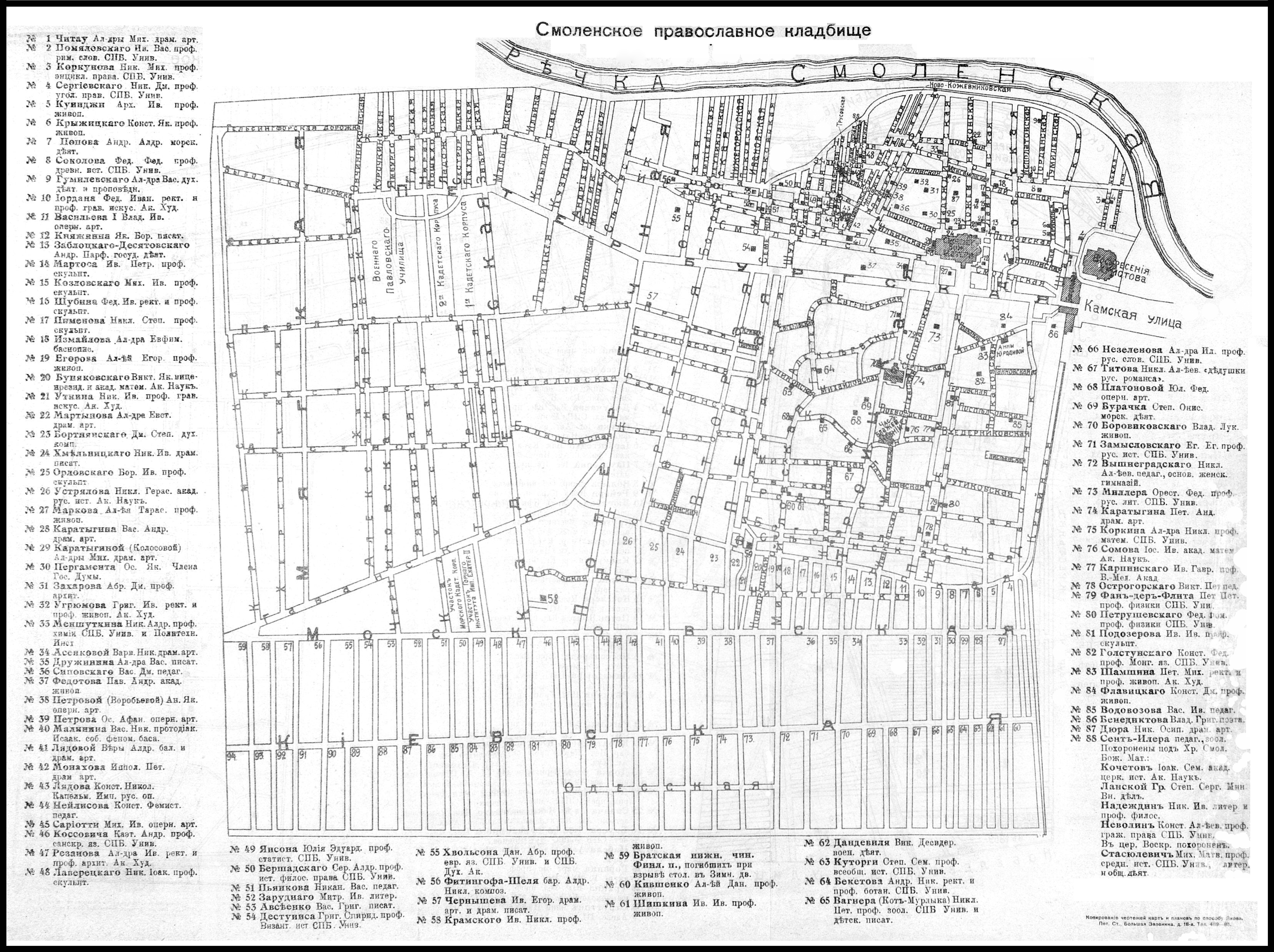
План Смоленского православного кладбища, 1914 г.